# Theumella typica
Theumella typica là một loài nhện trong họ Gnaphosidae.
Loài này thuộc chi Theumella. Theumella typica được Embrik Strand miêu tả năm 1906.